# Oedicodia grisescens
Oedicodia grisescens là một loài bướm đêm trong họ Noctuidae.